# Neuer Bau
Il Neuer Bau, (nuovo edificio in lingua tedesca) è un edificio storico della Grande Île nel centro di Strasburgo, nel dipartimento francese del Basso Reno. Dal 1995 è stato classificato monumento storico.
Il Neuer Bau è l'esempio più rappresentativo di architettura rinascimentale a Strasburgo e uno dei edifici profani più rappresentativi della città vecchia.

## Storia
Il Neuer Bau venne progettato, letteralmente, come un "nuovo edificio" senza scopo specifico, in un primo momento, a parte aggiungere un po' di spazio agli edifici amministrativi più vecchi che si trovavano allora in quella che è oggi Place Gutenberg: il municipio (demolito nel 1781), la Cancelleria (ufficio medievale) demolita nel 1800, la zecca (demolita nel 1738). La novità del palazzo era costituita anche dal suo stile decisamente moderno, ai tempi, probabilmente opera di architetti e artisti provenienti dalla Svizzera. I pilastri dei tre piani sono coronati (dall'alto verso il basso) con capitelli in ordine tuscanico, ionico e corinzio. Altri edifici rinascimentali di Strasburgo, come il Grosse Metzig (ora sede del Musée historique) e l'Hôtel de Boecklinsau vennero costruiti nel decennio successivo alla costruzione del Neue Bau.
Nel 1781, l'edificio divennela sede del municipio di Strasburgo dopo che l'antica sede (Pfalz), un edificio medievale, venne demolita. Durante la rivoluzione francese, l'edificio venne saccheggiato e l'arredamento d'epoca scomparve. Nel 1792 il palazzo divenne sede della Camera di commercio e arredato per ordine di Napoleone nel 1802; pertanto le sale di ricevimento ora presentano arredamenti ed arazzi barocchi dell'inizio del XIX secolo. Nel 1867, l'architetto Eugène Petiti (1809–1883) aggiunse un corridoio nel lato sud dell'edificio, replicando esattamente lo stile del 1580.
L'edificio è stato completamente rinnovato negli anni 2000.

## Galleria d'immagini

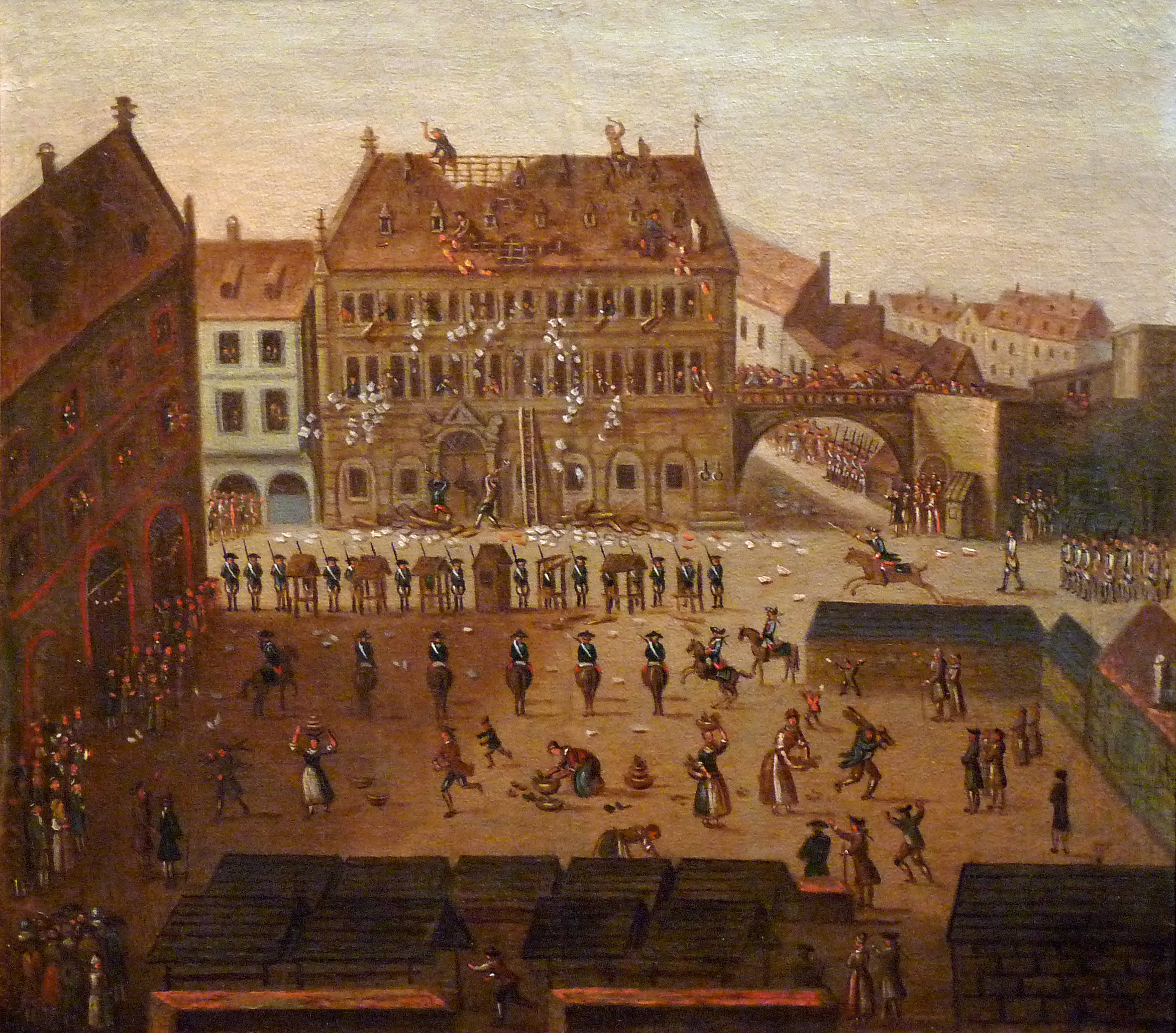
Saccheggio dell'hôtel de ville, durante la rivoluzione francese, il 21 luglio 1789 (dipinto posto nel Musée historique de Strasbourg)
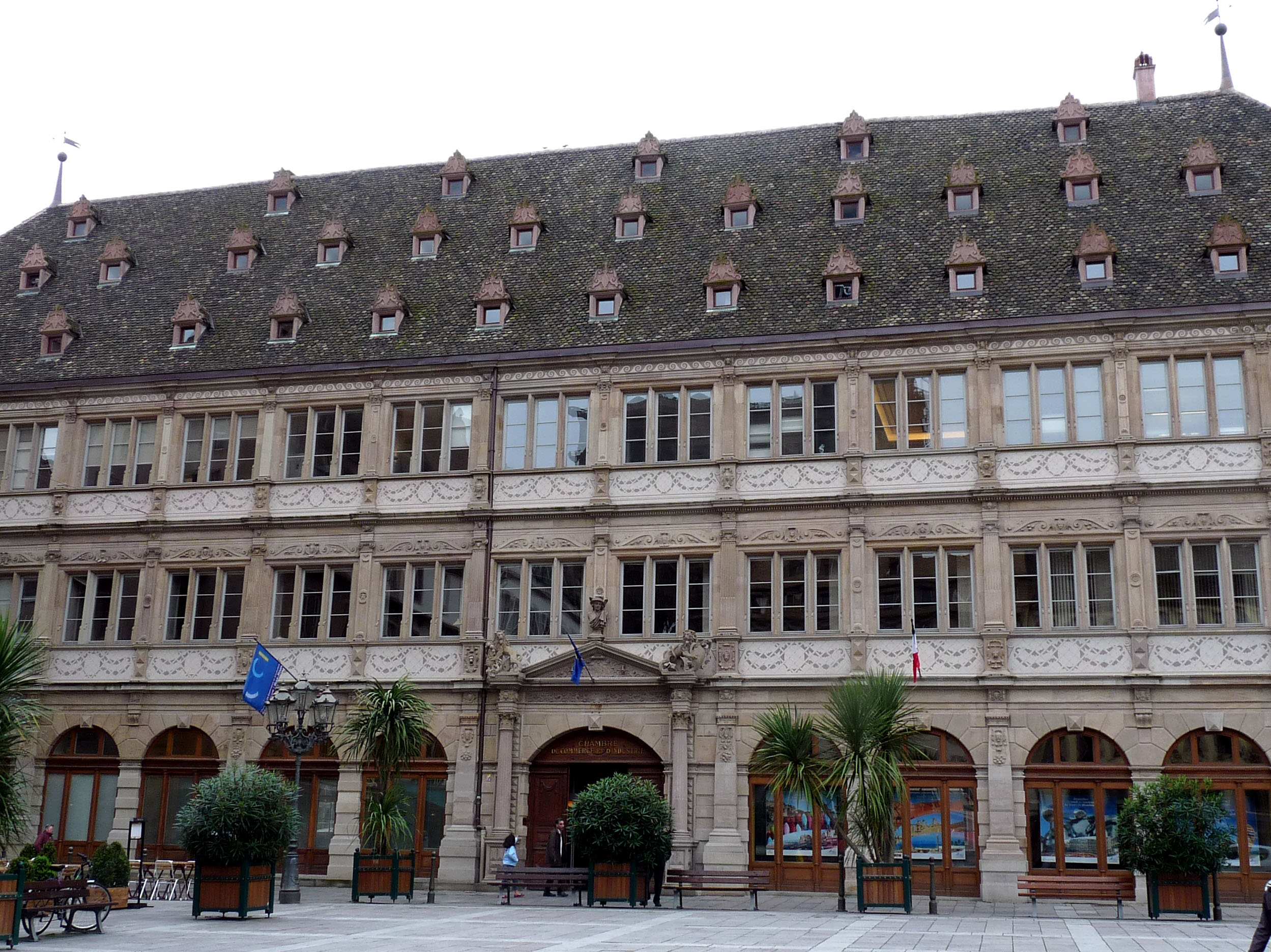
Facciata nel 2009
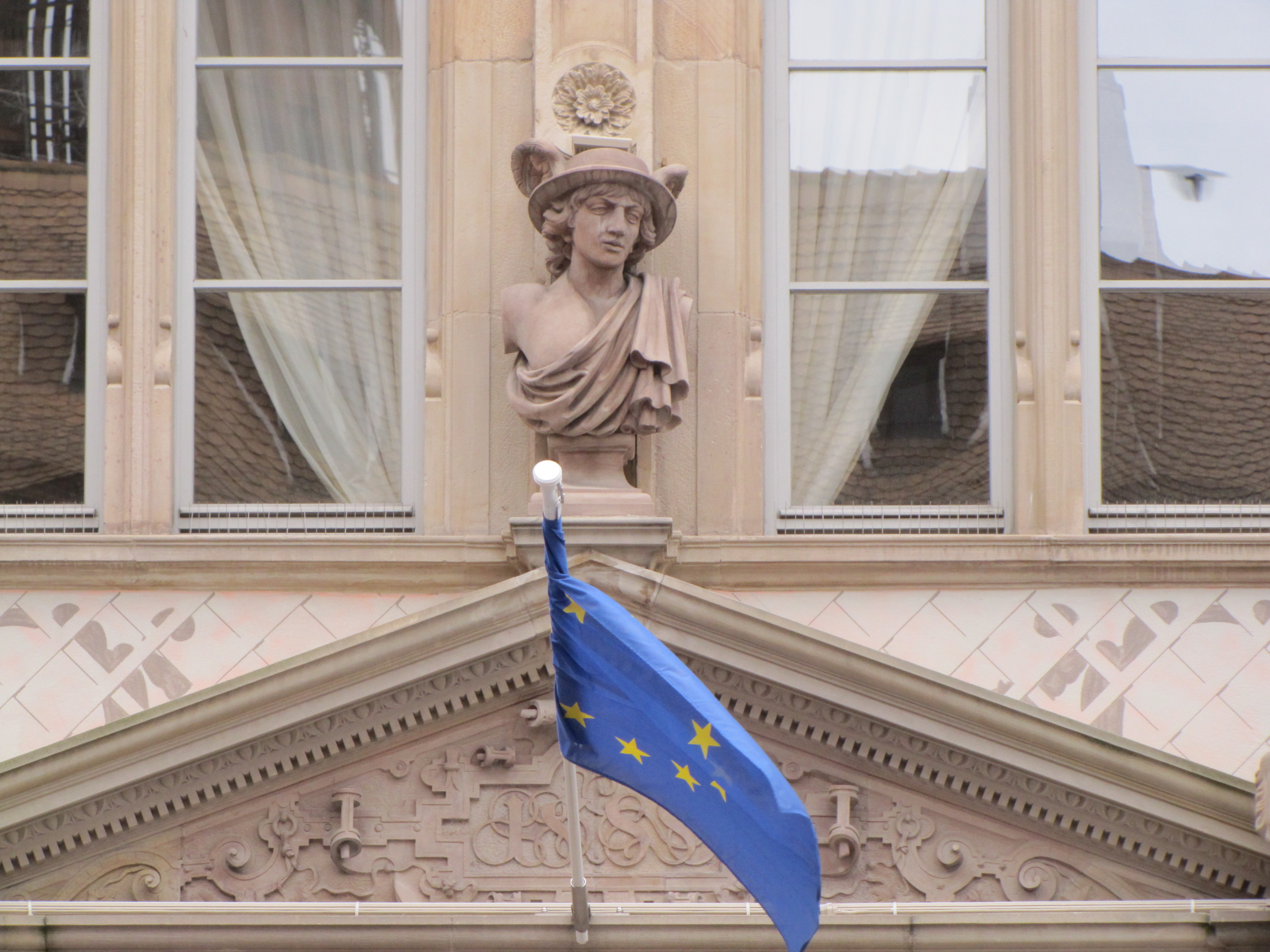
Timpano del portale principale e busto di Mercurio
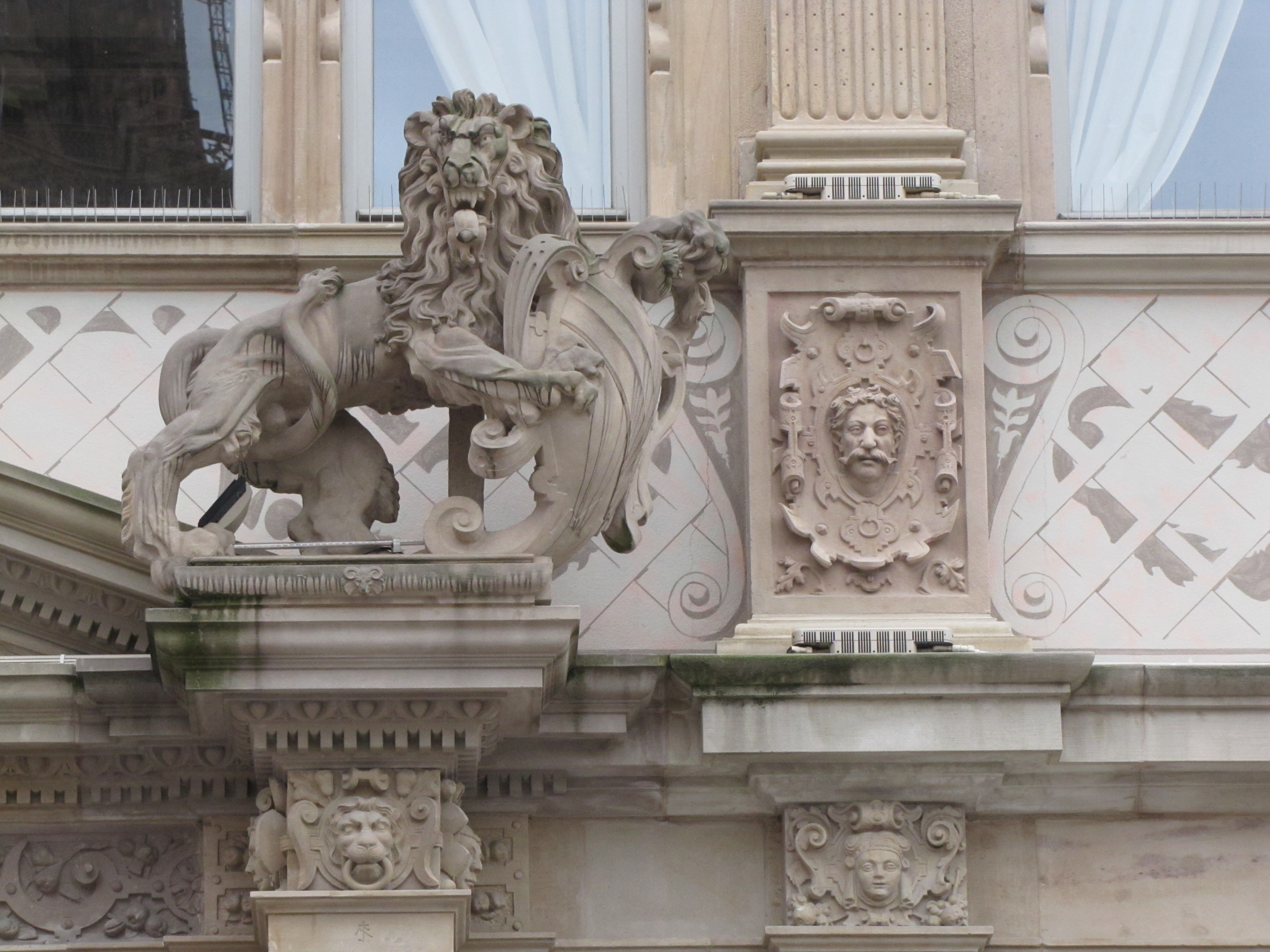
Altorilievo di leone nella facciata
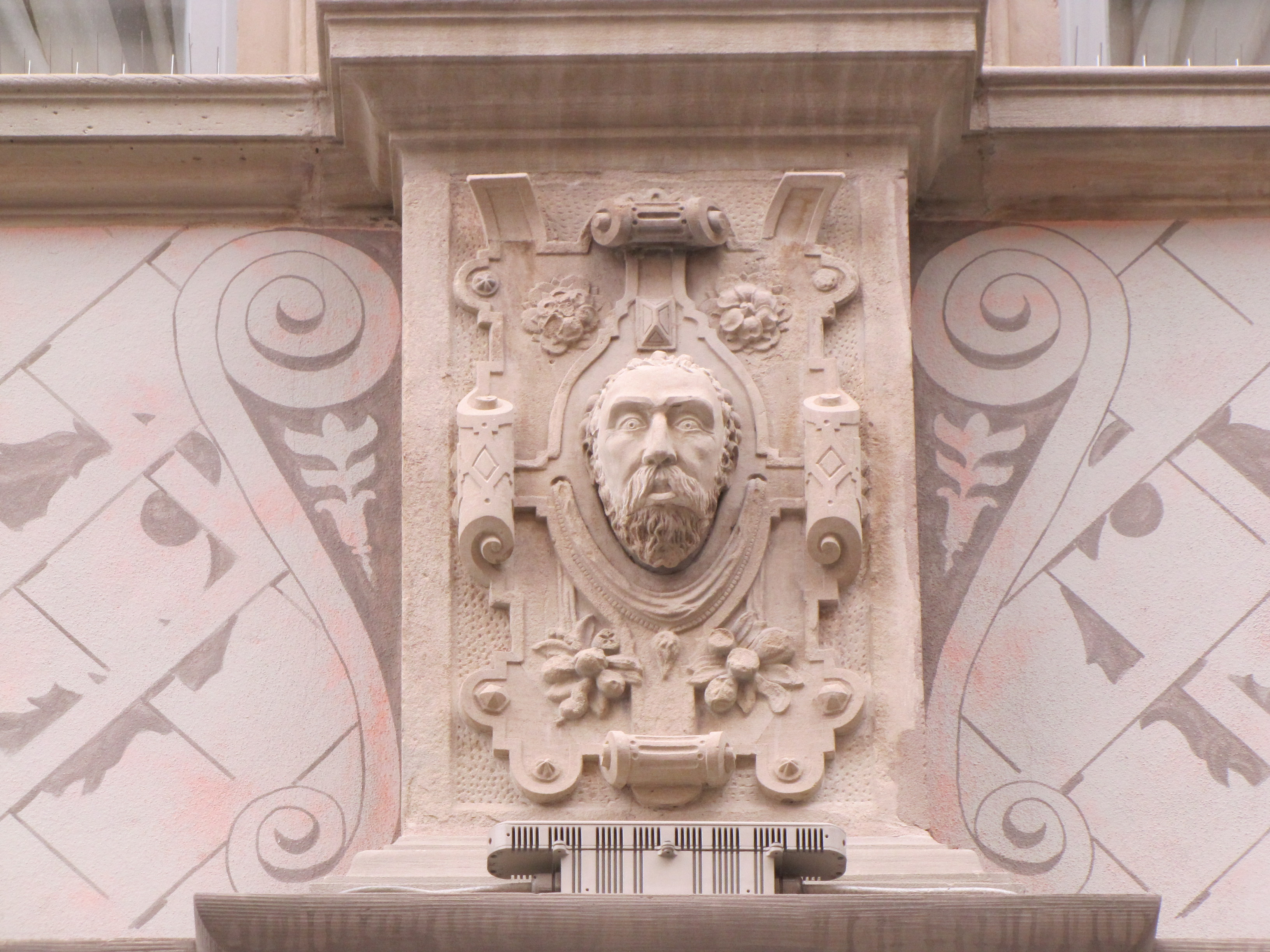
Dettagli di rilievi
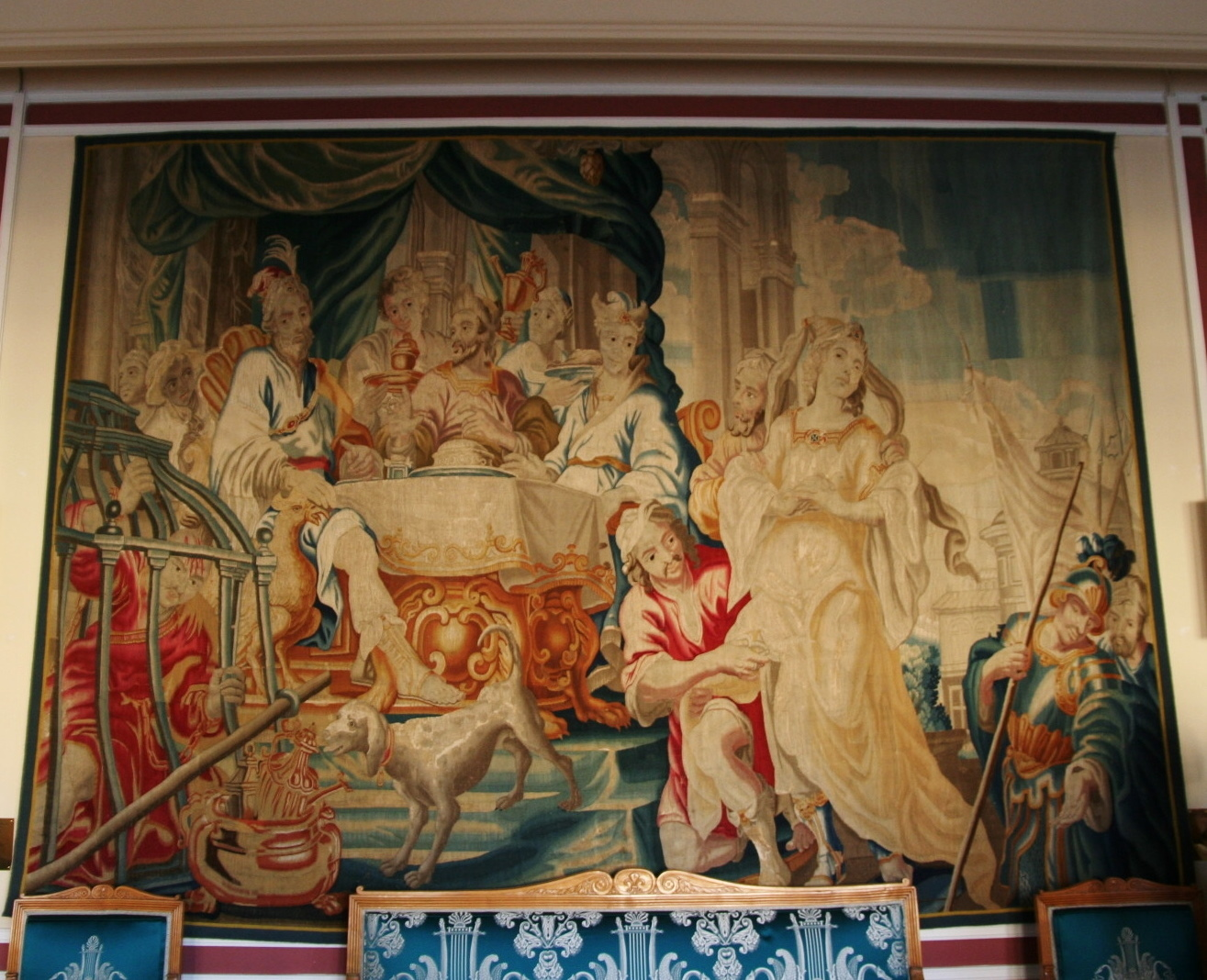
Arazzo fiammingo del XVII secolo, rappresentante l'umiliazione di Bayezid I nei confronti di Tamerlano